# Liste der Bodendenkmale in Hennigsdorf
Die Liste der Bodendenkmale in Hennigsdorf enthält alle Bodendenkmale der brandenburgischen Stadt Hennigsdorf und ihrer Ortsteile. Grundlage ist die Veröffentlichung der Landesdenkmalliste mit dem Stand vom 31. Dezember 2020. Die Baudenkmale sind in der Liste der Baudenkmale in Hennigsdorf aufgeführt.

## Hennigsdorf
| Gemarkung                   | Flur       | Kurzansprache | Bodendenkmalnummer | Bemerkung | Bild |
| --------------------------- | ---------- | --- | ------------------ | --------- | ---- |
| Hennigsdorf (Lage)          | 13         | Einzelfund Neolithikum, Gräberfeld Urgeschichte, Rast- und Werkplatz Paläolithikum, Rast- und Werkplatz Mesolithikum | 70000              |           |      |
| Hennigsdorf (Lage)          | 1          | Produktionsstätte Neuzeit, Konzentrationsaußenlager Neuzeit                                                          | 70001              |           |      |
| Hennigsdorf (Lage)          | 1, 5, 6, 8 | Dorfkern Neuzeit, Dorfkern deutsches Mittelalter                                                                     | 70002              |           |      |
| Hennigsdorf (Lage)          | 10         | Dorfkern deutsches Mittelalter, Dorfkern Neuzeit                                                                     | 70003              |           |      |
| Hennigsdorf, Marwitz (Lage) | 13, 8      | Siedlung Neolithikum                                                                                                 | 70219              |           |      |

## Stolpe-Süd
| Gemarkung         | Flur | Kurzansprache                                                           | Bodendenkmalnummer | Bemerkung | Bild |
| ----------------- | ---- | ----------------------------------------------------------------------- | ------------------ | --------- | ---- |
| Stolpe-Süd (Lage) | 4    | Siedlung Bronzezeit                                                     | 70018              |           |      |
| Stolpe-Süd (Lage) | 4    | Siedlung Bronzezeit                                                     | 70020              |           |      |
| Stolpe-Süd (Lage) | 4    | Siedlung Urgeschichte                                                   | 70021              |           |      |
| Stolpe-Süd (Lage) | 4    | Siedlung Bronzezeit                                                     | 70022              |           |      |
| Stolpe-Süd (Lage) | 1    | Gräberfeld Bronzezeit, Siedlung römische Kaiserzeit, Siedlung Eisenzeit | 70025              |           |      |